# The Thin Blue Line
The Thin Blue Line es un documental estadounidense de 1988 escrito y dirigido por Errol Morris. El documental narra la historia de Randall Dale Adams, un hombre que fue condenado a la pena de muerte por un homicidio que no cometió. Debido a la repercusión del filme, el caso fue posteriormente revisado y la evidencia probatoria condujo a que Adams fuese puesto en libertad.

## Descripción
El 29 de noviembre de 1976, en Dallas (Texas), el policía Robert Wood fue asesinado tras hacer parar a un automóvil. Cuando el oficial se acercó a la ventana del conductor del vehículo que acababa de detener, le dispararon múltiples veces, lo que condujo a su muerte.
Durante semanas el departamento de policía de Dallas no pudo encontrar pistas sobre la identidad del asesino. Días después supieron que un adolescente llamado David Harris, de la localidad de Vidor (Texas), les había contado a sus amigos que él había asesinado al policía. Al ser interrogado, el joven les dijo dónde se encontraba el automóvil y el arma correspondientes. Según Harris, el culpable era un hombre de 28 años llamado Randall Adams, quien vivía en un  motel de Dallas junto a su hermano y a quien había conocido el mismo día del asesinato. Según el joven, él estaba en el asiento del copiloto cuando Adams mató al policía.
A través de entrevistas a Adams y Harris, así como a los policías que investigaron el caso, a los abogados defensores, al juez y a los testigos oculares, el documental narra el crimen y el posterior juicio, en el cual Adams fue condenado a pena de muerte. Según los abogados defensores, Adams fue condenado injustamente por un crimen que no cometió, argumentando que fue Harris el autor del asesinato. Según ellos, la principal razón es que dado que Harris era menor de edad no se le habría podido aplicar la pena de muerte, por lo que la policía y la fiscalía escogieron a Adams como chivo expiatorio. Aunque la condena fue posteriormente revocada por la Corte Suprema, la pena de Adams solo fue rebajada a cadena perpetua. En el documental se atacan los argumentos y las pruebas otorgadas por la fiscalía, señalando que no fueron suficientes para acreditar su culpabilidad.
Aunque la defensa intentó acreditar en el juicio que Harris tenía varios antecedentes criminales y el automóvil en el que iba el asesino había sido robado por él, estos argumentos fueron desestimados por el juez. Tampoco fueron escuchadas las objeciones realizadas contra la veracidad de los testigos, que según la defensa solo inculparon a Adams a cambio del dinero de la recompensa. Luego de que Adams fue encontrado culpable, Harris cometió otros delitos como robos y secuestros. Mientras el documental era filmado, Adams se encontraba cumpliendo su cadena perpetua por el asesinato del policía y Harris se encontraba en el corredor de la muerte por haber matado a un hombre años después.
La última escena del filme muestra una grabación que registra una entrevista a David Harris, en la cual reconoce que Adams es inocente. Según Harris, inculpó a Adams ya que él se había negado a que pasara la noche junto a él y su hermano en el motel donde vivían. Esto a pesar de que Harris lo había ayudado ese mismo día a conseguir combustible para su vehículo.

## Repercusiones
La investigación realizada por Morris en el documental sugirió que los cinco testigos del juicio habían cometido perjurio. Debido a esto, fue concedida una nueva audiencia, en la que David Harris se retractó de su testimonio pero sin confesar el crimen. Posteriormente, en marzo de 1989, la Corte de Apelaciones de Texas decidió que Adams sería sometido a un nuevo juicio para determinar si era culpable o no del asesinato del policía. Adams fue puesto en libertad luego de que el fiscal de distrito desestimara los cargos.

## Recepción
The Thin Blue Line obtuvo una respuesta positiva por parte de la crítica cinematográfica. El documental posee un 100% de comentarios positivos en el sitio web Rotten Tomatoes, basado en un total de 11 reseñas, y una puntuación de 79/100 en Metacritic. El periódico The New York Times la incluyó en su lista de "las 1.000 mejores películas jamás hechas". En 2001 fue seleccionada junto a otras cintas por la Biblioteca del Congreso de Estados Unidos para ser parte del National Film Registry, un archivo cinematográfico encargado de conservar aquellas películas "cultural, histórica o estéticamente significativas".